# Dekeyseria
Dekeyseria is een geslacht van straalvinnige vissen uit de familie van de harnasmeervallen (Loricariidae).

## Soorten
- Dekeyseria amazonica Rapp Py-Daniel, 1985
- Dekeyseria brachyura (Kner, 1854)
- Dekeyseria niveata (La Monte, 1929)
- Dekeyseria picta Kner, 1854)
- Dekeyseria pulchra (Steindachner, 1915)
- Dekeyseria scaphirhyncha (Kner, 1854)